# Tarsul
Tarsul ist eine französische Gemeinde mit 160 Einwohnern (Stand: 1. Januar 2022) im Département Côte-d’Or in der Region Bourgogne-Franche-Comté (vor 2016 Bourgogne). Sie gehört zum Arrondissement Dijon und zum Kanton Is-sur-Tille. 

## Geographie
Tarsul liegt rund 22 Kilometer nordnordöstlich von Dijon am Ignon. Nachbargemeinden sind Courtivron im Norden und Westen, Saulx-le-Duc im Osten und Nordosten, Villecomte im Südosten sowie Vernot im Süden und Südwesten.

## Weblinks

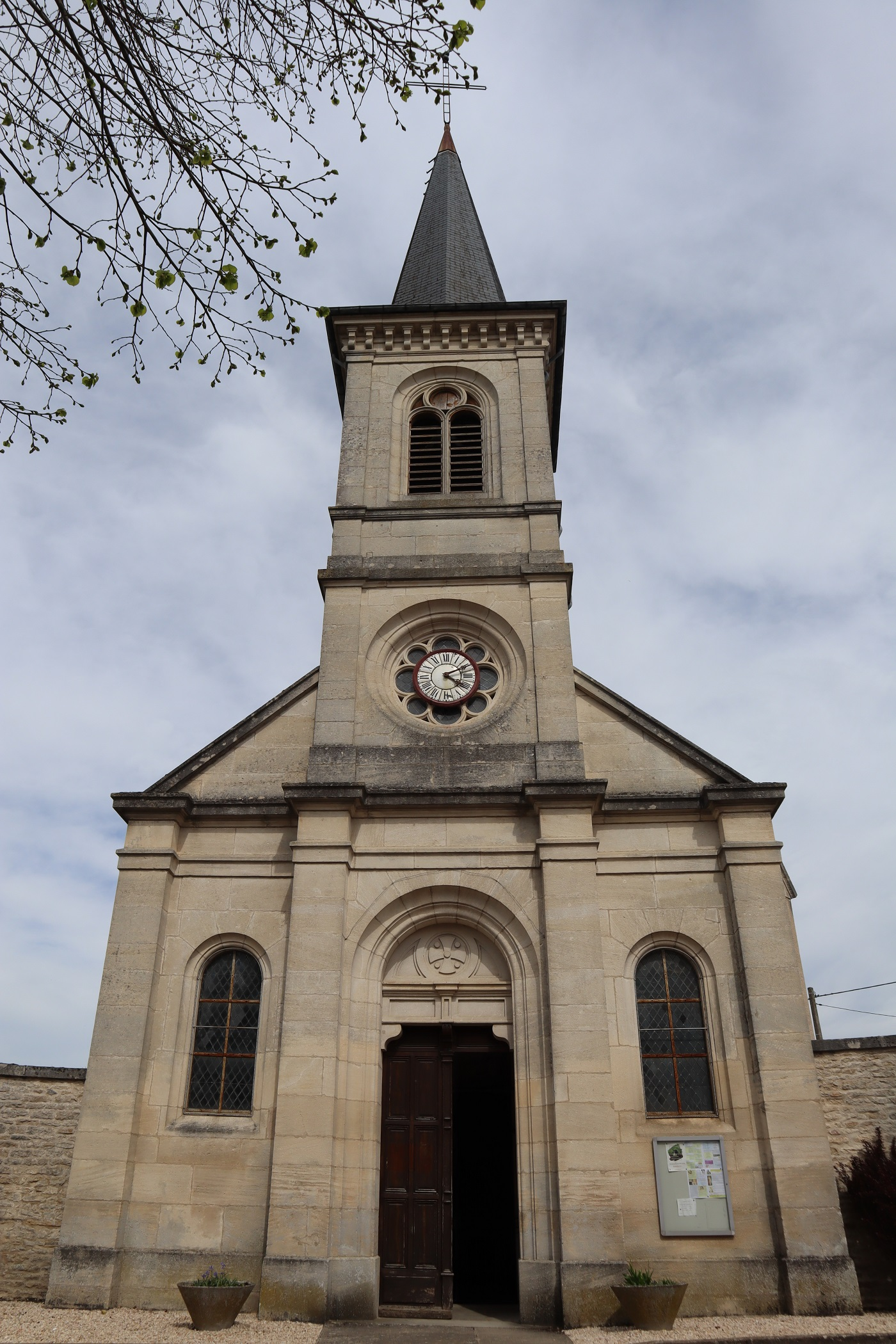
Kirche St-Brice

## Bevölkerungsentwicklung
| Jahr                       | 1962 | 1968 | 1975 | 1982 | 1990 | 1999 | 2006 | 2013 | 2019 |
| Einwohner                  | 95   | 84   | 96   | 125  | 127  | 124  | 152  | 156  | 159  |
| Quellen: Cassini und INSEE |      |      |      |      |      |      |      |      |      |